# Lepidium paysonii
Lepidium paysonii är en korsblommig växtart som beskrevs av Reed Clark Rollins. Lepidium paysonii ingår i släktet krassingar, och familjen korsblommiga växter. Inga underarter finns listade i Catalogue of Life.